# Dibolia rufofemorata
Dibolia rufofemorata is een keversoort uit de familie bladkevers (Chrysomelidae). De wetenschappelijke naam van de soort werd in 1896 gepubliceerd door Edmund Reitter.